# Baschi (famiglia)

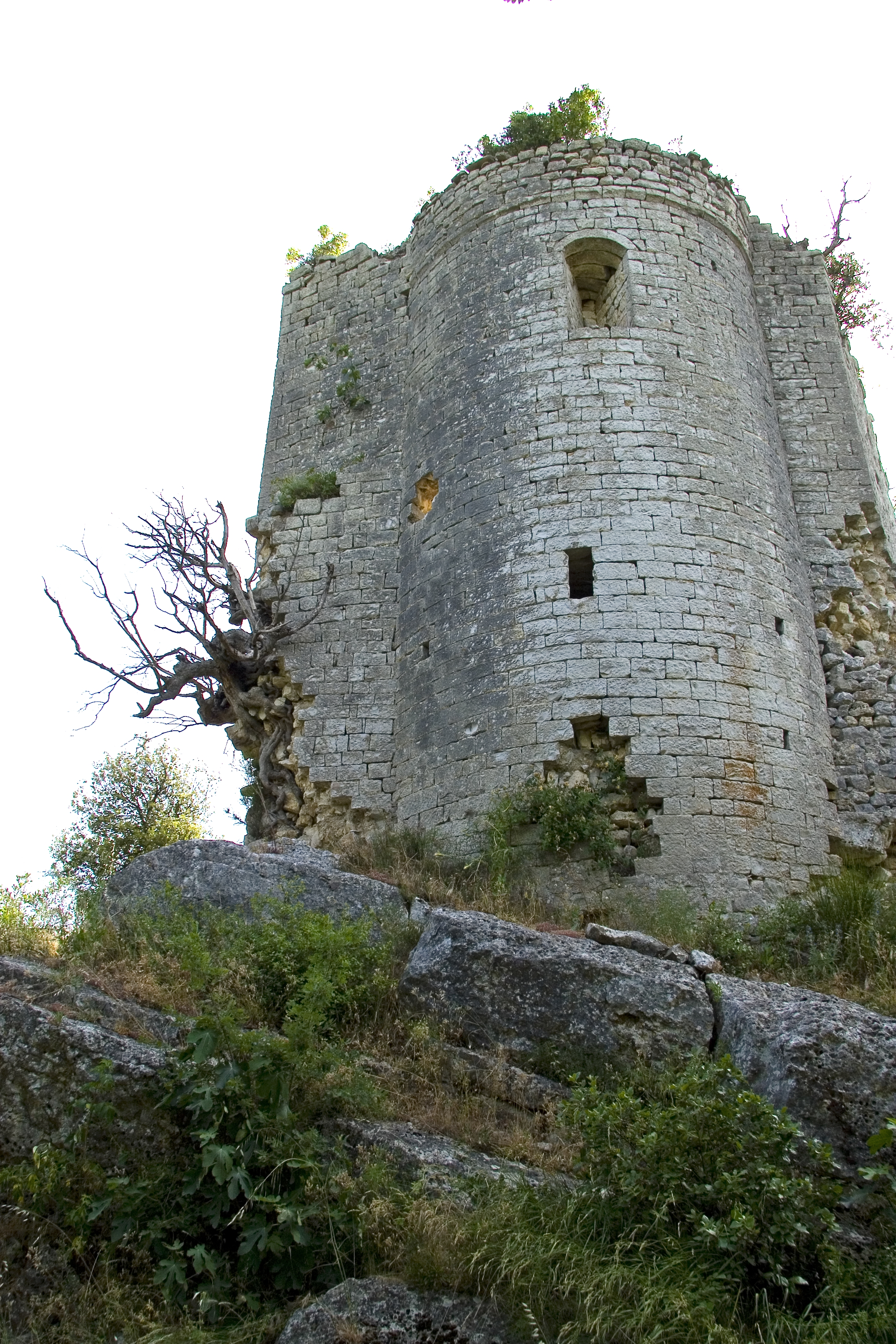
Rovine del castello di Carnano, una delle fortezze controllate dal casato.

I Baschi sono stati un influente casato medievale che raggiunse il massimo splendore nel XIII e XIV secolo giungendo a controllare 60 castelli e ad avere possedimenti che si estendevano in Umbria, in Toscana e nelle Marche. I membri di tale famiglia ricoprirono nel corso dei secoli numerosissime cariche, fra le quali ricordiamo quelle di Capitani del Popolo, di Cavalieri di Malta e di Rodi, di Podestà e di generali pontifici, veneziani, ecc.
Alcuni tra i personaggi più illustri di codesto casato furono Bindo de' Baschi detto "Pastacalda", comandante della più grande lega ghibellina umbra il quale perse la vita nel corso della battaglia di Orvieto nel 1313 all'età di 27 anni e Ranuccio de' Baschi, restauratore del lustro famigliare e costruttore del palazzo attualmente sede del Comune di Baschi.
Merita inoltre attenzione l'elenco delle più importanti casate imparentate con questi ultimi, ossia gli Aldobrandeschi, i Farnese, gli Orsini, i Caetani, i Baglioni, gli Alviano, i Monaldeschi e i Vitelleschi.

## Origini
Le origini del casato vengono fatte risalire a un nobile di nome Ugolino, vissuto verso la fine dell'XI secolo. Successivamente Federico Barbarossa concesse a un suo discendente, Ranieri II, il diploma di Conte dell'Impero.
Altre teorie sostenute dallo storico orvietano Pericle Perali affermano invece che i Baschi discendono da antiche famiglie longobarde, come nel caso degli Atti e dei Marsciano.

### L'incontro con Francesco di Assisi
Il casato dei Baschi ebbe lunga fama per gli odi fraterni e in generale tra parenti (i Baschi di Carnano). Suggestivo fu l'incontro tra Francesco d'Assisi e questo casato nel 1217 o 1218. L'intervento di Francesco ricompose le discordie nel casato. Fin dai tempi di San Francesco, sono ricordati ambedue i centri della potenza dei Baschi: il castello delle Teverina e quello di Carnano; ma la famiglia non era ancora scissa in due rami anche se gli eventi dimostrarono che vi fu sempre una unità formale ma una distinzione sostanziale. San Francesco, probabilmente in un suo viaggio a Roma, transitando per quelle montagne, oppure rinunciando ad un viaggio a Parigi decise di andarli a trovare e giunse sino al Castello di Carnano e poi a quello della Teverina, dove esercitò appunto la sua missione di pace e di amore, ricomponendo gli odi di quei Signori. Fu proprio Bonconte uno dei figli di Ugolino, che aveva ascoltato frate Francesco ad Alviano, durante il suo viaggio verso Roma, a proporre la mediazione per la ricomposizione della lite. I tre fratelli, Ugolino, Ranieri e Bonconte dopo la pacificazione dimostrarono la loro riconoscenza a frate Francesco, donandogli un vetusto fabbricato (un piccolo fortilizio di vedetta), un “locus”, con del terreno adiacente, presso la riva sinistra del Tevere. Lì San Francesco iniziò la costruzione del Romitorio-Convento di Pantanelli, che fu ultimato dopo la sua morte. Nel convento dimorò dopo la prigionia anche Jacopone da Todi e nel medesimo avrebbe composto lo Stabat Mater e altre “Laudi”; e qualche tempo dopo vi soggiornò anche Bernardino da Siena. Bonconte de' Baschi divenne frate Rizziero e vestì l'abito dei postulanti, e dal 1221 al 1224 fu scelto per accompagnare come “guardiano” l'ormai malato Francesco d'Assisi. I due vissero fianco a fianco a S. Maria degli Angeli, nell'Eremo di Fonte Colombo a Greccio. Poi Rizziero lasciò Francesco per ritirarsi nella Comunità di Rieti e prepararsi a ricevere l'ordine sacro. Si ritrovarono qualche tempo dopo ad Assisi per l'ultimo abbraccio.

## Termine del casato
Il casato dei Baschi, dopo alterne vicende e un progressivo frazionamento, finisce nel 1751 con la morte di Francesco Maria.